# 伴勇資
伴 勇資（ばん ゆうじ、1923年5月20日 - 2003年7月29日）は、福岡県福岡市出身のプロ野球選手（捕手、内野手）、野球監督。

## 来歴・人物
福岡工業（現・福岡県立福岡工業高等学校）在学中には、甲子園に2回（春1回〈1940年〉、夏1回〈1940年〉）出場。1940年春の大会ではベスト4まで進出した。福岡工時代のチームメイトに、上野義秋，大崎憲司，千頭久米夫（いずれも後に、西日本鉄道硬式野球部及び西鉄でもチームメイトになる。）がいる。
福岡工業卒業後は、早稲田大学に進学した。早大でも正捕手の座を掴み、1943年10月16日に開催された出陣学徒壮行早慶戦（世に言う「最後の早慶戦」）でも「2番・捕手」で先発出場している。早大卒業後、西日本鉄道硬式野球部に所属。1948年の第19回都市対抗野球大会では、捕手としてチームの優勝に貢献。この時のチームメイトには、先述の上野,大崎,千頭の他に、武末悉昌投手・宮崎要監督兼二塁手・深見安博三塁手・塚本悦郎中堅手がおり、後に西鉄の草創期を形成するメンバーとなった。
1950年にこの年新設された西鉄クリッパースに入団。しかしプロでは、楠協郎,日比野武の壁を破ることはできず、控え捕手の座に甘んじた。捕手登録だったが、1952年に三塁手として1試合出場している。1953年に東急フライヤーズ、そして1954年に大映スターズに移籍し、1954年限りで現役引退した。
引退後は、アマチュア野球の指導者に転身した。まず柳川商業の監督に就任し、同校を1963年夏の甲子園へ甲子園初出場に導いた。次いで国士舘大学硬式野球部の第2代監督に就任。その後は準硬式野球部の部長、監督を歴任、平行して、1970年代～1990年代初頭にかけて、「保健体育講義」の講師も勤めていた。
2003年7月29日午後11時55分、脳梗塞のため東京都八王子市の病院で死去。80歳没。
D-BOYS（ワタナベエンターテインメントに所属する若手男性俳優集団）の舞台「ラストゲーム〜最後の早慶戦〜」では彼をモデルにした伴東勇介（ポジションは捕手）なる人物が登場し、2008年の初演では中村昌也，2010年の再演では中川真吾が彼の役を演じた。

## 詳細情報

### 年度別打撃成績
| 年 度     | 球 団     | 試 合 | 打 席 | 打 数 | 得 点 | 安 打 | 二 塁 打 | 三 塁 打 | 本 塁 打 | 塁 打 | 打 点 | 盗 塁 | 盗 塁 死 | 犠 打 | 犠 飛 | 四 球 | 敬 遠 | 死 球 | 三 振 | 併 殺 打 | 打 率 | 出 塁 率 | 長 打 率 | O P S |
| --------- | --------- | ----- | ----- | ----- | ----- | ----- | -------- | -------- | -------- | ----- | ----- | ----- | -------- | ----- | ----- | ----- | ----- | ----- | ----- | -------- | ----- | -------- | -------- | ----- |
| 1950      | 西鉄      | 33    | 70    | 61    | 8     | 11    | 2        | 0        | 4        | 25    | 11    | 2     | 1        | 0     | --    | 8     | --    | 1     | 13    | 4        | .180  | .286     | .410     | .696  |
| 1951      | 西鉄      | 43    | 83    | 72    | 8     | 13    | 3        | 0        | 1        | 19    | 6     | 2     | 1        | 2     | --    | 9     | --    | 0     | 9     | 2        | .181  | .272     | .264     | .536  |
| 1952      | 西鉄      | 47    | 96    | 86    | 5     | 13    | 3        | 1        | 1        | 21    | 9     | 0     | 2        | 0     | --    | 10    | --    | 0     | 14    | 2        | .151  | .240     | .244     | .484  |
| 1953      | 東急      | 50    | 60    | 52    | 4     | 13    | 2        | 0        | 0        | 15    | 4     | 0     | 1        | 1     | --    | 7     | --    | 0     | 9     | 5        | .250  | .339     | .288     | .627  |
| 1954      | 大映      | 16    | 19    | 16    | 1     | 2     | 0        | 0        | 0        | 2     | 1     | 0     | 0        | 1     | 0     | 2     | --    | 0     | 5     | 0        | .125  | .222     | .125     | .347  |
| 通算：5年 | 通算：5年 | 189   | 328   | 287   | 26    | 52    | 10       | 1        | 6        | 82    | 31    | 4     | 5        | 4     | 0     | 36    | --    | 1     | 50    | 13       | .181  | .275     | .286     | .561  |

### 背番号
- 24 （1950年）
- 11 （1951年 - 1952年）
- 23 （1953年）
- 27 （1954年）